# Winfield (Illinois)
Winfield es una villa ubicada en el condado de DuPage en el estado estadounidense de Illinois. En el Censo de 2010 tenía una población de 9080 habitantes y una densidad poblacional de 1.156,27 personas por km².

## Geografía
Winfield se encuentra ubicada en las coordenadas 41°52′39″N 88°9′4″O / 41.87750, -88.15111. Según la Oficina del Censo de los Estados Unidos, Winfield tiene una superficie total de 7.85 km², de la cual 7.75 km² corresponden a tierra firme y (1.32%) 0.1 km² es agua.

## Demografía
Según el censo de 2010, había 9080 personas residiendo en Winfield. La densidad de población era de 1.156,27 hab./km². De los 9080 habitantes, Winfield estaba compuesto por el 91.64% blancos, el 1.54% eran afroamericanos, el 0.14% eran amerindios, el 3.39% eran asiáticos, el 0.03% eran isleños del Pacífico, el 1.35% eran de otras razas y el 1.89% pertenecían a dos o más razas. Del total de la población el 5.42% eran hispanos o latinos de cualquier raza.